# Far Gill
Der Far Gill ist ein Fluss im Lake District, Cumbria, England. Der Far Gill entsteht an der Nordseite des Seathwaite Fell und fließt in nördlicher Richtung bis zu seiner Mündung in den Tarn Head Beck.